# Arhiepiscopia de Prešov

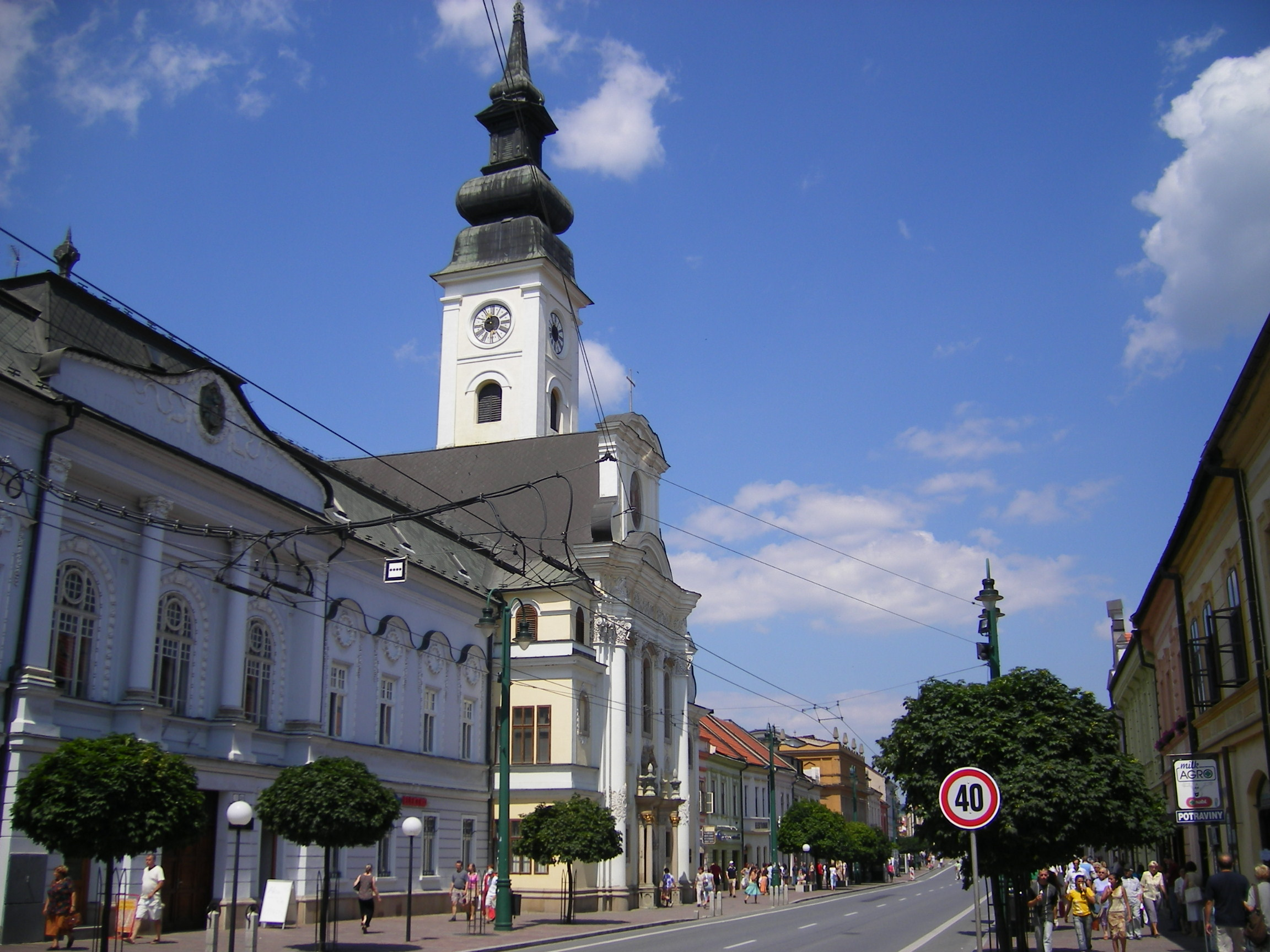
Catedrala Sfântul Ioan Botezătorul din Prešov, sediul Arhieparhiei de Prešov

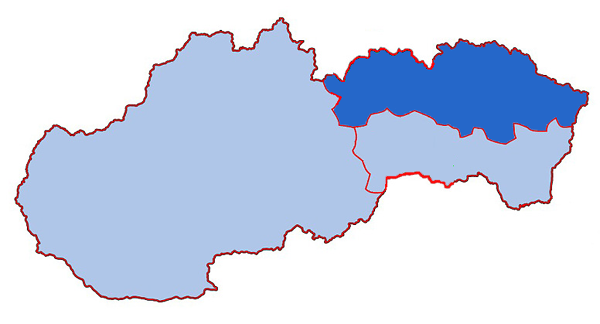
Harta Arhieparhiei de Prešov

Arhieparhia de Prešov este o subdiviziune canonică Bisericii Greco-Catolice din Slovacia. Arhiepiscopul mitropolit de Prešov este totodată întâistătătorul Bisericii Greco-Catolice din Slovacia. Catedrală arhiepiscopală este Catedrala Sfântul Ioan Botezătorul din Prešov.

## Istoric
Eparhia de Prešov a fost creată la 22 septembrie 1818. Episcopul Pavel Peter Gojdič a fost arestat în anul 1950 de  regimul comunist din Cehoslovacia, care desființase biserica greco-catolică. Gojdič a refuzat propunerea de a deveni patriarh al Bisericii Ortodoxe Cehoslovace și a murit în detenție. 
În data la 30 ianuarie 2008 eparhia a fost ridicată la rang de arhieparhie. 

## Jurisdicție
Întinderea Arhieparhiei de Prešov corespunde limitelor administrative ale Regiunii Prešov, din nord-estul Slovaciei.

## Episcopi
Arhiepiscopul acestei arhieparhii este Jonáš Maxim⁠(en)[traduceți], al doilea mitropolit al Bisericii Greco-Catolice din Slovacia (după Ján Babjak).